# جاکو پیج
جاکو پیج (انگلیسی: Jacko Page؛ زادهٔ ۲۵ فوریهٔ ۱۹۵۹) فرد نظامی اهل بریتانیا است. وی همچنین برندهٔ جوایزی همچون نشان حمام و نشان امپراتوری بریتانیا شده‌است.